# Cyathula echinulata
Cyathula echinulata är en amarantväxtart som beskrevs av Lucien Leon Hauman. Cyathula echinulata ingår i släktet Cyathula, och familjen amarantväxter. Inga underarter finns listade i Catalogue of Life.